# If You're Too Shy (Let Me Know)
If You're Too Shy (Let Me Know) is een nummer van de Britse band The 1975 uit 2020. Het is de zesde single van hun vierde studioalbum Notes on a Conditional Form.
Het nummer gaat over een man die verliefd is op een vrouw die hij alleen vanaf een scherm kent. De man vindt de vrouw aantrekkelijk, maar piekert tegelijkertijd ook veel over hoe zij over hem denkt.
"If You're Too Shy (Let Me Know)" grijpt terug naar de New wave en synthpop uit de jaren '80. Naast synthesizers bevat de plaat ook blazers en een saxofoonsolo. Muziekrecensenten vergeleken het nummer met het werk van Duran Duran en Tears for Fears. Het nummer werd een bescheiden hit op de Britse eilanden; met een 14e positie in het Verenigd Koninkrijk. In Nederland werd het in de week van 1 mei 2020 3FM Megahit en bereikte het de 15e positie in de Verrukkelijke 15. Een notering in de Nederlandse Top 40 bleef echter uit; de plaat moest het met een 18e positie in de Tipparade stellen.